# Ulica Leopolda Okulickiego w Częstochowie
Ulica Leopolda Okulickiego – jedna z ważniejszych ulic na Parkitce w Częstochowie, rozciąga się pomiędzy ulicą Okólną a ulicą św. Rocha.
W ciągu ulicy na odcinku od Szajnowicza-Iwanowa do Rocha znajduje się część miejskiego odcinka drogi nr 46, a na odcinku od Krzysztofa do Rocha drogi nr 43. Przy ulicy znajdują się, po południowej stronie bloki osiedla Parkitka, północna strona jest niezabudowana. Ulica jest na całej długości dwujezdniowa.
Po wybudowaniu ulicy pod koniec lat 1980. jej patronem został na krótko Józef Piłsudski, jednak szybko przemianowano ją na ul. Okulickiego, a ul. Świerczewskiego przywrócono przedwojennego patrona – Józefa Piłsudskiego.